# Шабан Хадері
Шабан Хадері (алб. Shaban Hadëri; нар. 28 березня 1928, Палавлі, префектура Вльора, на південному заході Албанії — пом. 14 січня 2010, Тирана) — албанський скульптор-соцреаліст. У роботах скульптора превалюють теми з історії антифашистського та національно-визвольного руху.

## Біографія
Шабан Халіл Хадери народився 28 березня 1928 у невеликому селищі Палавлі, на південному заході Албанії. Після окупації Албанії фашистською Італією, родина переїхала до сусіднього міста Дельвіна. У 1944 році, у шістнадцятирічному віці, Шабан Хадері брав участь в албанському русі опору (XIV ударна бригада). Після війни приїхав до Тирани; у 1947 році вступив до Школи мистецтв Йордан Міся, Тирана. Вивчав тут скульптуру під керівництвом Одісе Паскалі (1903—1985). Після закінчення Школи мистецтв (у 1950—1952 роках) був директором Пінакотеки Тирани (Pinakotekës з 1954 — Галерея мистецтв).
Протягом шести років (1952—1958) стажувався в Інституті живопису, скульптури та архітектури ім. І. Ю. Рєпіна у Ленінграді. Дипломна робота Хадери «Друзі» експонувалася у Москві на Міжнародній виставці за участю художників з 13 соціалістичних країн. У скульптурній групі «Друзі» розвивався патріотичний сюжет: двоє бійців виносять тіло пораненого товариша з-під обстрілу. Про те, що твір експонувався у Москві, скульптор дізнався вже в Албанії. Робота залишилася в одному з фондів СРСР. У 1958 Шабан Хадері повернувся в Албанію і став одним з перших професорів Інституту мистецтв Тирани. Протягом наступних 30 років він створив велику кількість портретів, ростових статуй, скульптурних груп, у тому числі у монументальних масштабах. Хадері розробляв героїко-патріотичну тему, стилістично не відхиляючись від соцреалізму. Брав участь у багатьох виставках, у країні і за кордоном.

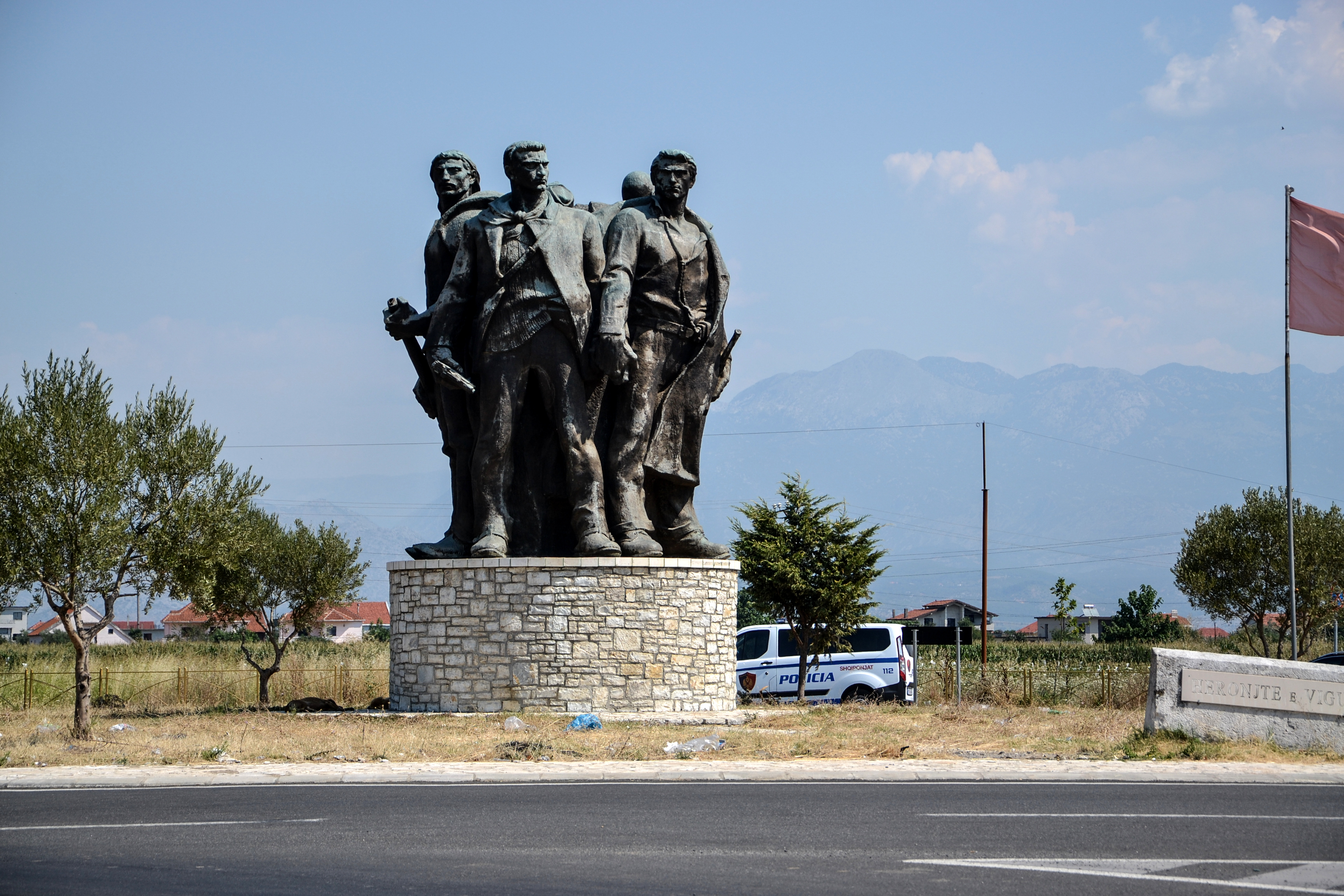
П'ятеро героїв-партизан (1967). Шкодер

У число найбільш відомих робіт Шабана Хадері входить монументальна група (1967—1984; донедавна — на центральній площі Шкодера). У 1978 Шабан Хадери створив 6-метровий пам'ятник' національному герою Албанії Ісі Болетіні (1864—1916) у Шкодері.
Хадері — співавтор «Монументу Незалежності» у місті Вльора, 1972.
Творчість майстра включає два періоди: 1960—1990; і після 1990, коли скульптора наздогнав частковий параліч. Однак, незважаючи на слабшає здоров'я, він продовжував працювати по 8 і більше годин на день як живописець (портрет, пейзаж).

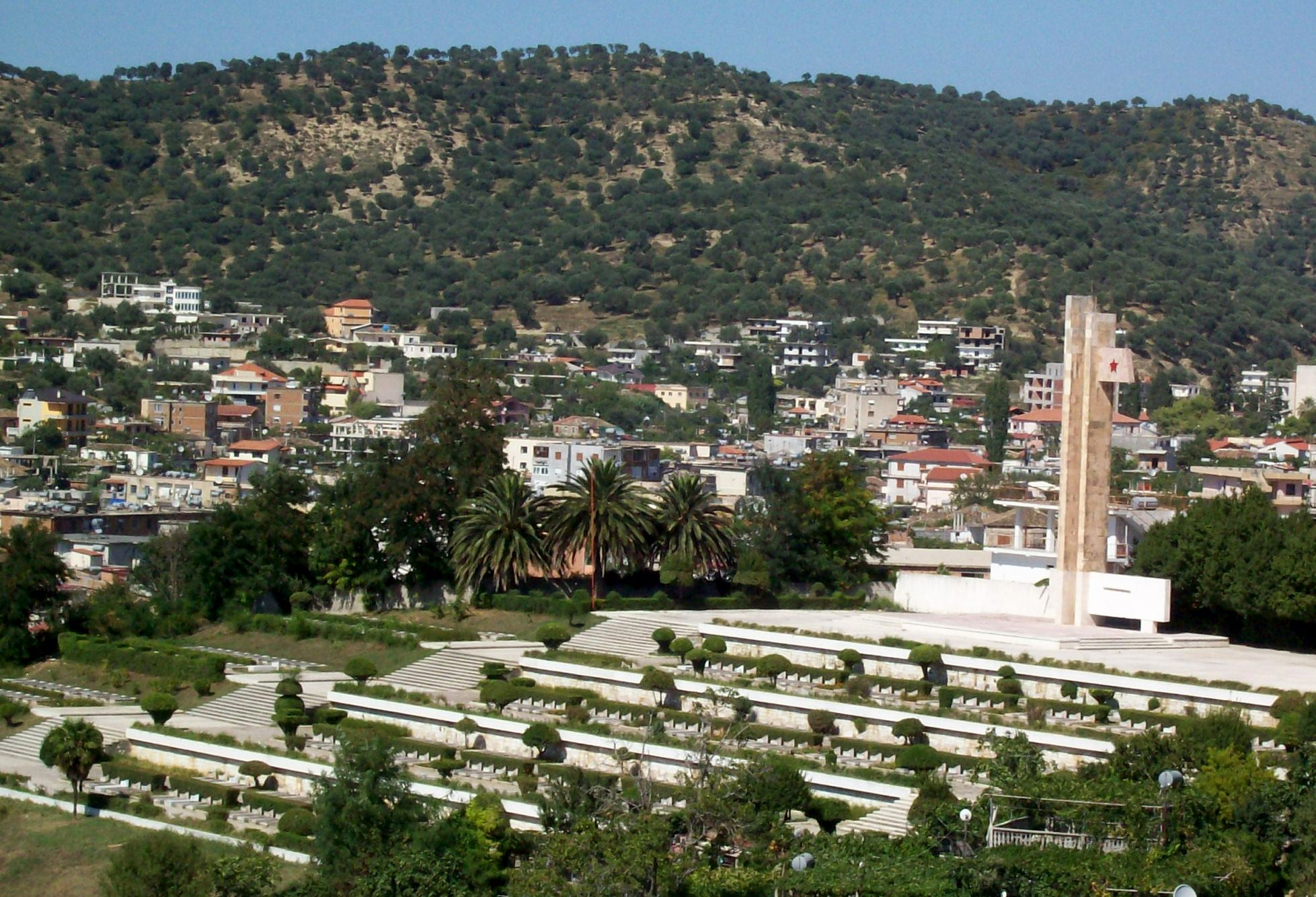
«Монумент Незалежності» (меморіал полеглим партизанам, 1972). Вльора